# Euproctis rotunda
Euproctis rotunda är en fjärilsart som beskrevs av Bethune-Baker 1908. Euproctis rotunda ingår i släktet Euproctis och familjen tofsspinnare. Inga underarter finns listade i Catalogue of Life.